# Черское княжество

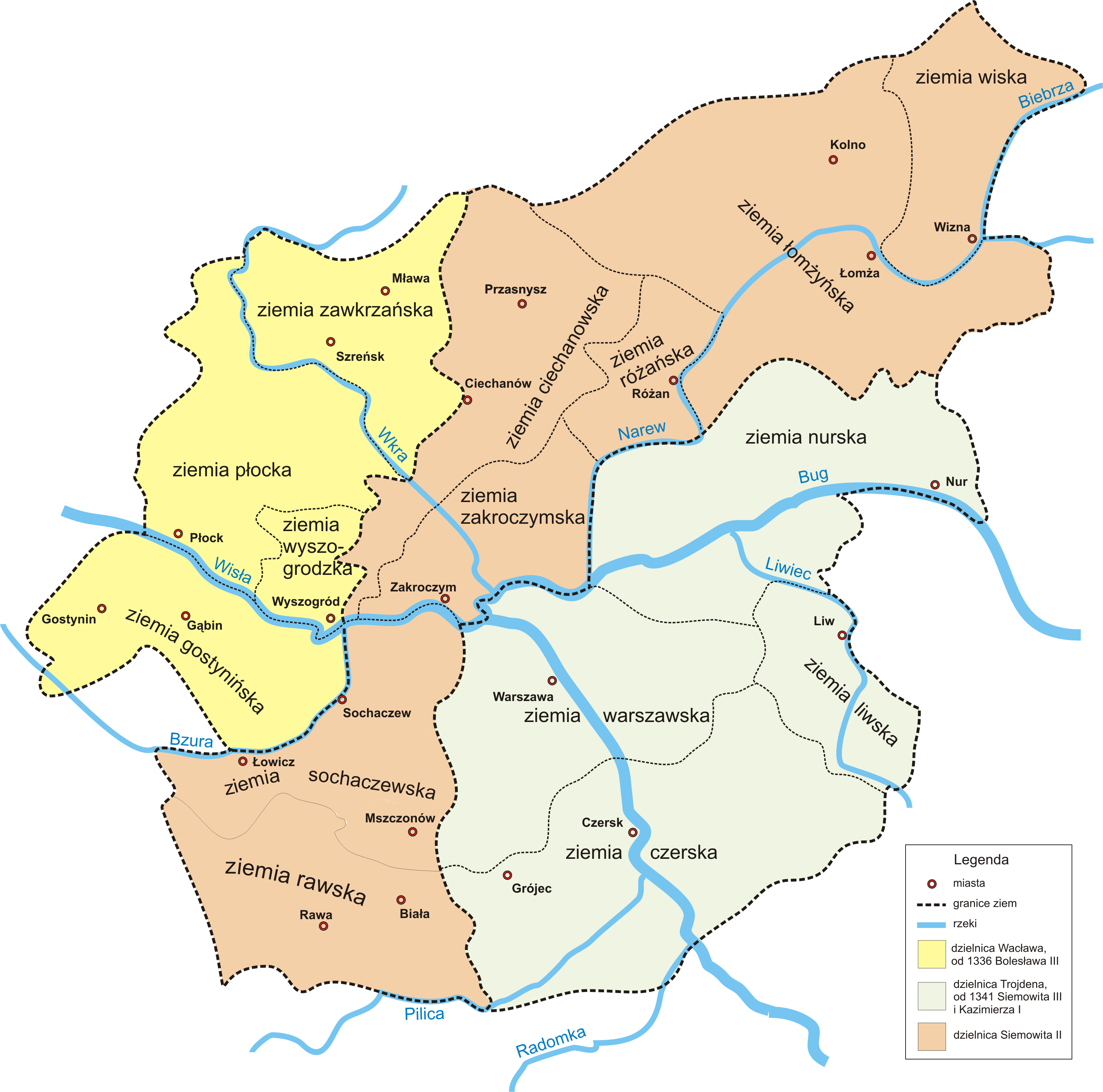
Черское княжество в составе Мазовии

Черское княжество (пол. Księstwo czerskie) — средневековое мазовецкое княжество со столицей в Черске.

## История
Черское княжество было создано 31 августа 1247 года в результате раздела владений князя Конрада Мазовецкого между его сыновьями: Земовитом и Болеславом.
Черск с округой получил во владение Земовит (ок. 1215—1262), младший сын князя мазовецкого Конрада I. В 1262—1275 годах после смерти Земовита Черск находился в совместном владении его двух сыновей: Болеслава II и Конрада II. С 1275 по 1294 год Черском владел Конрад II. После смерти Конрада в 1294 года Черский удел присоединил к своим владениям Болеслав II. В 1310 году Болеслав II передал Черск во владение своему второму сыну Тройдену. В 1341—1349 годах Черское княжество находилось в совместном владении Земовита III и Казимира I. В 1349 году после нового раздела княжества Земовит III получил Черск и Раву.
В ноябре 1370 года князь мазовецкий и черский Земовит III объединил под своей властью Мазовецкое княжество (в границах Земовита I в 1248—1262 годах). 25 февраля 1379 года Земовит III выделил из своих владений уделы своим сыновьям — Януш I получил Черскую и Плоцкую земли, а Земовит IV — Равскую землю. 23 сентября 1381 года после смерти Земовита III Януш получил во владение Черскую, Варшавскую, Нурскую, Закрочимскую, Цеханувскую, Ливскую и Вышогрудскую, а Земовит IV — Плоньскую, Равскую, Гостынинскую, Сохачевскую, Визненскую и Завкжицкую земли.
В 1406 году князь Януш I Старший перенес столицу княжества в Варшаву. В 1429 году после смерти Януша Старшего его владения, в том числе Черск, унаследовал его внук, князь Болеслав IV Варшавский (1429—1454). В 1454—1471 годах Мазовецким княжеством совместно управляли его сыновья, князья Конрад III Рыжий, Болеслав V, Казимир III, и Януш II. В 1471 году после раздела княжества князем черским стал Конрад III Рыжий. 20 апреля 1496 года Конрад Рыжий признал себя пожизненным вассалом польского короля Яна Ольбрахта. После его смерти большая часть Мазовии должна была перейти под власть польской короной, только Черская и Ливская земли должны были остаться под властью сыновей Конрада Рыжего. В 1503 году после смерти Конрада польский король Александр с оружием в руках напомнил о правах короны на мазовецкие земли, но решил оставить Варшаву с окрестными землями под властью его сыновей: Станислава и Януша III. Станислав Мазовецкий скончался в августе 1524 года, а его младший брат, Януш III, умер в марте 1526 года, будучи последними мужскими представителями династии мазовецких Пястов.
10 сентября 1526 года мазовецкий сейм принес присягу на верность польской короне. 24 декабря 1529 года всеобщий сейм в Пётркуве проголосовал за включение Мазовецкого княжества в состав Польского королевства. После присоединения Мазовии к Польше земли бывшего княжества были разделены на Равское, Плоцкое и Мазовецкое воеводства. Территория бывшего Черского княжества стала частью Мазовецкого воеводства.

## Князья Черские
- Земовит I Мазовецкий (1247—1262)
- Болеслав II Мазовецкий и Конрад II Черский  (1262—1275, до 1264 года под регентством Болеслава Благочестивого)
- Конрад II Черский (1275—1294)
- Болеслав II Мазовецкий (1275—1310)
- Тройден I (1310—1341)
- Земовит III  и Казимир I Варшавский  (1341—1349)
- Земовит III  (1349—1373/1374)
- Земовит IV  и Януш I Старший  (1373/1374 — 1381)
- Януш I Старший (1381—1429)
- Болеслав IV Варшавский  (1429—1454; до 1436 года под регентством своей матери Анны Федоровны)
- Конрад III Рыжий , Казимир III Плоцкий , Януш II Плоцкий , Болеслав V Варшавский  (1454—1471, до 1462 года под регентством епископа Павла Гижицкого)
- Конрад III Рыжий  (1471—1503)
- Станислав Мазовецкий  и Януш III Мазовецкий  (1503—1524, до 1518 года под регентством своей матери Анны Радзивилл)
- Януш III Мазовецкий  (1524—1526)